# NGC 6389
NGC 6389 eine Spiralgalaxie vom Hubble-Typ Sbc im Sternbild Herkules, die etwa 146 Millionen Lichtjahre von der Milchstraße entfernt ist.
In NGC 6389 wurden mit SN 1999ab und SN 2000m bisher zwei Supernovae beobachtet.
NGC 6389 wurde am 29. Juni 1799 vom deutsch-britischen Astronomen Wilhelm Herschel entdeckt.